# Люй (ди)
Люй (кит. 呂) — древний дисский род, основавший царство Поздняя Лян (386—403).

## Происхождение
Люй представляли собой один из древних дисских родов. Ди — племена группы Бай ма («Белая лошадь») — с древности «сами имели правителей цзюньчжан». Ди жили южнее Чжилун и западнее реки Ханьчуань (в северной части современной пров. Сычуань, КНР), «сами ставили над собой доблестных начальников». При ханьском императоре У-ди после китайских походов на ди в этом районе была создана область Уду, а население звалось «бай ди» (белые ди) или «ту ди» (древние ди). «Каждый имел [князей] — хоу и ванов». Хоу и ваны получали свои титулы из Китая. По одной из версий, ди были племенами тибето-бирманской группы, по другой версии — древними монголами.

## История

### Предыстория
О дисцах и цянах упоминает древнейший китайский литературный памятник Ши цзин, составление которого относится приблизительно к концу эпохи Западная Чжоу (1122—770 гг. до н. э.) и к началу периода Чуньцю (770—403 гг. до н. э.). Ди и цяны существовали и при династии Хань, занимая земли к западу от находящихся в провинции Ганьсу гор Луншань. Более подробно и достоверно рассказывает о дисцах Сыма Цянь, относивший их к юго-западным исцам (си-нань и), под которыми он имел в виду многочисленные племена, проживавшие в южной части Ганьсу, западной и южной частях Сычуани, юго-западной части Гуйчжоу и Юньнани.

### Люй Гуан
Основателем Поздней Лян был Люй Гуан про прозвищу Ши-мин (Свет поколения). Он родился в округе Люэян. Его предок Люй Вэньхэ в начале правления ханьского императора Вэнь-ди (180—157 гг. до н. э.), спасаясь от бедствий, бежал сюда из уезда Пэй, и его потомки из поколения в поколение занимали посты вождей племён. Отец Люй Полоу помогал Фу Цзяню (II), правителю Ранней Цинь, утвердиться на престоле и дослужился до должности великого воеводы.
Впервые таланты Люй Гуана были замечены Ван Мэном, после чего Люй Гуан стал одним из военачальников Фу Цзяня. Впервые он прославился во время карательного похода Фу Цзяня против Чжан Пина. В сражении у Тунби Люй Гуан нанес колющий удар Чжан Хао, приемному сыну Чжан Пина, и с этих пор слава о его могуществе резко возросла.
В дальнейшем благодаря плану, разработанному Люй Гуаном, Ван Цзянь смог разбить войска Гоу Сина, военачальника Фу Шуана, поднявшего мятеж в области Циньчжоу. Позже за участие в походе Ван Мэна, уничтожившего Мужун Вэя, правителя Ранней Янь, Люй Гуан был возведен в титул Дутин-хоу. Люй Гуану также удалось подавить мятежи Фу Чжуна и Фу Ло, а также отбить нападение войска Ли Яня, напавшего на Ичжоу.
После того как Люй Гуан «усмирил Западный край», Фу Цзянь назначил его полномочным императорским послом, свитским всадником, прислуживающим при дворе, главноуправляющим всеми военными делами в землях к западу от Юймэня, военачальником-умиротворителем запада и приставом по делам Западного края. Однако сообщение по дорогам прервалось, и это распоряжение не было доставлено.
После поражения Фу Цзяня от армии империи Цзинь на реке Фэйшуй началась агония династии Ранняя Цинь. Все, кому в прошлом Фу Цзянь оказывал всяческие милости, отошли от него. Чжан Тяньси бежал и изъявил покорность династии Цзинь. Мужун Чуй поднял восстание в землях к востоку от заставы Ханьгугуань. Вождь цянов Яо Чан также поднял мятеж, и, едва прошёл один год и девять месяцев после поражения на реке Фэйшуй, как Фу Цзянь попал к нему в плен и был задушен.

### Поздняя Лян

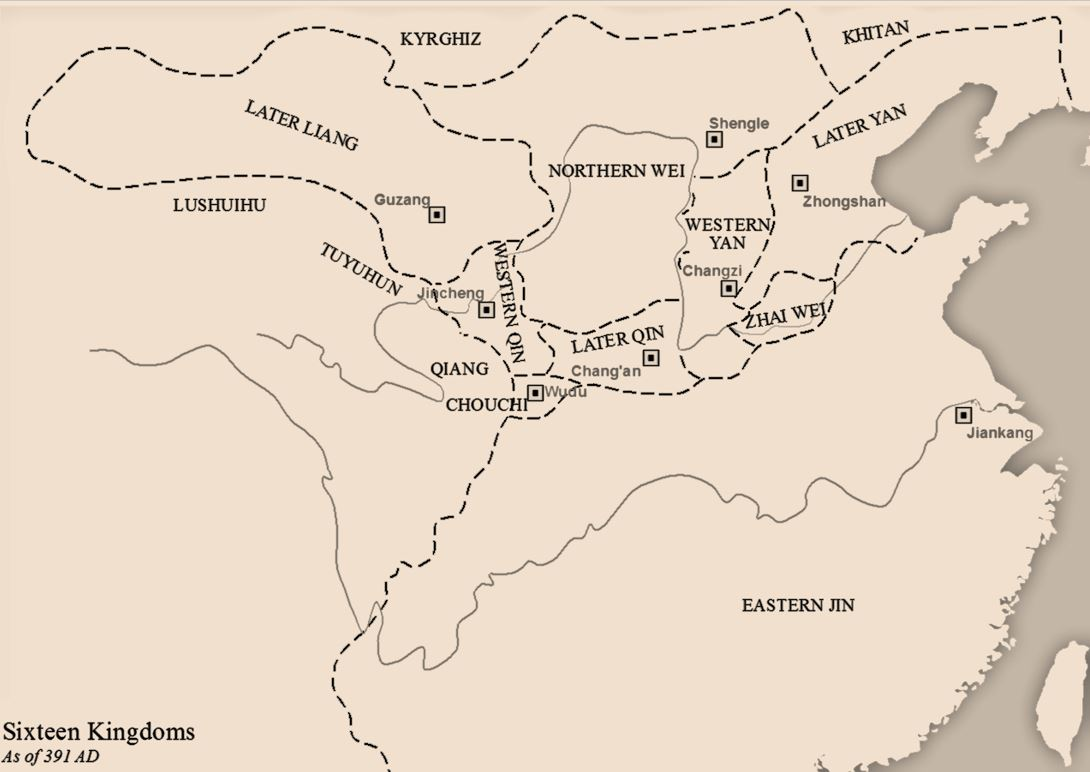
Территория царства Поздняя Лян в 391 году

После того как Люй Гуан узнал о смерти Фу Цзяня (II), он велел воинам трёх армий надеть белые траурные одежды, провёл великий обряд оплакивания к югу от Гуцзана и поднёс Фу Цзяню (II) посмертный титул император Вэнь-чжао.
Люй Гуан объявил на подведомственной территории большую амнистию, установил эру правления Тай-ань, сам объявил себя полномочным императорским послом, окольничим, великим главноуправляющим всеми делами как внутри государства, так и за его пределами, управляющим всеми военными делами в землях к востоку от гор Луншань и к западу от Хуанхэ, великим военачальником, начальником охранной стражи телохранителей, надзирающим за сюнну, пастырем области Лянчжоу и присвоил себе титул Цзюцюань-гун.
В 389 г. вождь цянов Пэн Синянь изъявил покорность Цифу Ганьгую, правителю династии Западная Цинь. Он предпринял нападение на уезд Байту как союзник Цифу Ганьгуя. Люй Гуан в ответ послал своих военачальников против Цифу Ганьгуя находившегося в Цзиньчэне. Однако его военачальники потерпели поражение. Люй Гуан лично выступил против Пэн Синяня, который в итоге бежал в округ Ганьсун.
В 396 г. Люй Гуан вступил на престол вана, правящего по воле Неба, объявил на подведомственной территории большую амнистию, изменил наименование эры правления на Лун-фэй.
Люй Гуан умер в 399 г., в возрасте 63 лет, пробыв на престоле десять лет. Ему поднесли посмертный титул И-у хуанди, храмовый титул Тай-цзу, а могилу назвали кладбищем Гаолин.
После смерти Люй Гуана на престол взошёл Люй Шао. Ранее также претендовавший на престол Люй Хун, брат Люй Шао, предложил Люй Цзуаню устроить государственный переворот. Люй Цзуань ответил согласием, и ночью повёл свои войска на дворец. Охрана попыталась оказать сопротивление, но Люй Шао, осознав ситуацию, удалился в павильон Цзыгэ и покончил жизнь самоубийством.
Люй Цзуань был убит в результате мятежа, организованным Люй Чао. После смерти Люй Цзуаня на престол взошёл Люй Лун. Во время правления Люй Луна на Позднюю Лян поочерёдно нападали Туфа Нутань, правитель Южной Лян, и Цзюйцюй Мэнсюнь, правитель Северной Лян. В итоге Люй Лун бежал на территорию Поздней Цинь и передал своё государство Яо Сину.
Яо Син назначил Люй Луна свитским всадником, прислуживающим при дворе, по-прежнему сохранив за ним титул гуна. Люй Чао был назначен правителем округа Аньдин, а свыше тридцати его гражданских и военных чиновников были повышены в должностях. Однако в дальнейшем Люй Луна обвинили в участии в заговоре, разработанном его сыном Люй Би, замыслившим поднять мятеж, и он был казнён Яо Сином.